# Rodrigo Ribeiro
Pour les articles homonymes, voir Ribeiro.
Rodrigo Ribeiro né le 28 avril 2005 à Viana do Castelo au Portugal, est un footballeur portugais qui évolue au poste d'attaquant à AVS, en prêt du Sporting CP.

## Biographie

### En club
Né à Viana do Castelo au Portugal, Rodrigo Ribeiro est formé par le Sporting CP. Il signe son premier contrat professionnel avec le club à l'âge de 16 ans, le 13 mai 2021.
En mars 2022, il est promu en équipe première par l'entraîneur Rúben Amorim. Il joue son premier match en professionnel le 9 mars 2022, lors d'une rencontre de Ligue des champions face à Manchester City (0-0 score final),.
Le 1er février 2024, Rodrigo Ribeiro est prêté au club anglais de Nottingham Forest jusqu'à la fin de la saison, avec option d'achat.

### En sélection
De 2019 à 2020, Rodrigo Ribeiro représente l'équipe du Portugal des moins de 16 ans. Il totalise six matchs pour un but avec cette sélection.
Avec l'équipe du Portugal des moins de 17 ans depuis 2021, il marque notamment un but contre le pays de Galles le 13 novembre 2021 (2-0 pour les jeunes portugais. Il est également l'auteur d'un triplé le 29 mars 2022, lors de la large victoire de son équipe par neuf buts à un contre la Finlande, alors qu'il est entré en cours de jeu.
Ribeiro est sélectionné avec l'équipe du Portugal des moins de 19 ans, pour participer au championnat d'Europe des moins de 19 ans en 2023. Le Portugal se hisse jusqu'en finale après avoir battu la Norvège,.

## Palmarès
Portugal -19 ans
- Championnat d'Europe : 
  - Finaliste en 2023